# Eau Rousse
Le torrent d'Eau Rousse est un cours d'eau situé en France dans le département de la Savoie en région Auvergne-Rhône-Alpes.
Le torrent prend sa source dans le massif de la Lauzière et est un affluent gauche de Isère, c'est-à-dire un sous-affluent du Rhône.

## Géographie
D'une longueur de 15,1 kilomètres,

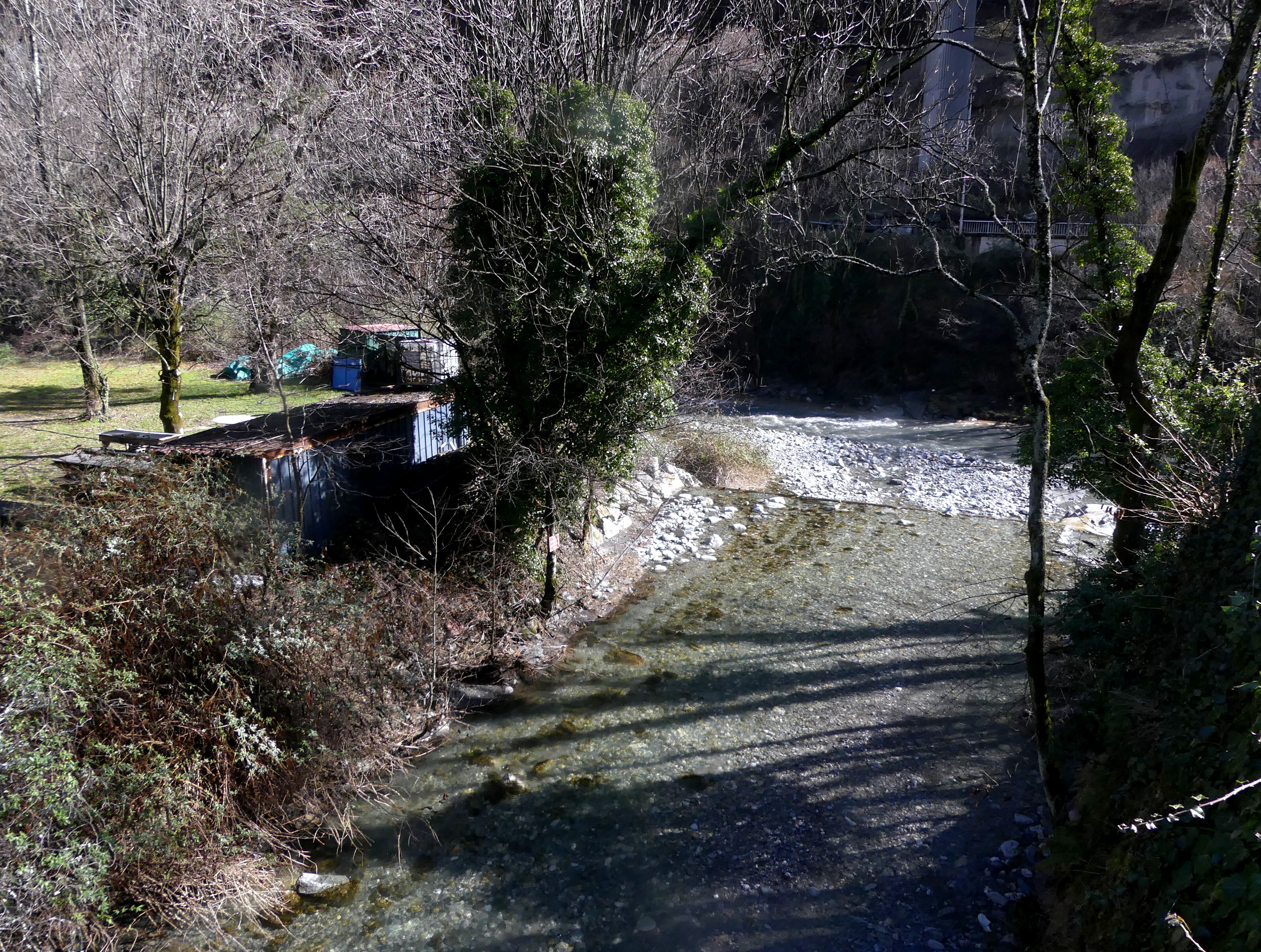
Confluence de l'Eau Rousse dans l'Isère à Notre-Dame-de-Briançon.

le torrent d'Eau Rousse prend sa source sur la commune de  La Léchère - dans une enclave sud-ouest de la commune près d'Épierre et Montgellafrey - à 2 350 mètres d'altitude. Il s'appelle ruisseau de la Rave en cette partie haute, prend source à moins d'1,2 km au sud du Grand pic de la Lauzière (2 839 m), dans le massif de la Lauzière, et à moins de deux kilomètres au nord du col de la Madeleine (1 993 m).
Il coule globalement du sud-ouest vers le nord-est.
Il conflue sur la commune de  La Léchère, à 435 mètres d'altitude, à la limite est de la commune de Bonneval, près du lieu-dit le Champ du Comte.

### Communes et cantons traversés
Dans le seul département de la Savoie, le torrent d'Eau Rousse traverse deux communes et un canton :
- dans le sens amont vers aval : (source)  La Léchère, Bonneval, (confluence)[notes 1].

Soit en termes de cantons, le torrent d'Eau Rousse prend source, traverse et conflue dans le même canton de Moutiers, dans l'arrondissement d'Albertville.

### Bassin versant
Le Torrent d'Eau Rousse traverse une seule zone hydrographique 'L'isère du Doron de Bozel au Torrent d'Eau Rousse' (W030) de 1 713 km2 de superficie. Ce bassin versant est constitué à 93,28 % de « forêts et milieux semi-naturels », à 4,66 % de « territoires agricoles », à 1,92 % de « territoires artificialisés », à 0,19 % de « surfaces en eau ».
Le Colomban - un affluent de l'eau Rousse - traverse deux ou quatre communes selon les sources pour une superficie de 171 km2. La superficie du bassin versant de l'Eau Rousse - affluents compris - est donc d'environ 145 km2

### Organisme gestionnaire
L'organisme gestionnaire est l'APTV ou l'assemblée du Pays Tarentaise Vanoise, par l'intermédiaire d'un contrat de bassin versant.

## Affluents
Le torrent d'Eau Rousse a neuf affluents référencés :
- le ruisseau du Riondet (rd) 2,7 km, sur les deux communes de les Avanchers-Valmorel et  La Léchère[notes 4] et prenant source entre les pointe de Pelève, la Pointe du Mottet (2 592 m) et du Cheval Noir (2 832 m), près du col de Riondet (2 392 m).
- le ruisseau de la Valette (rg) 2,7 km, sur la seule commune de  La Léchère[notes 5] qui prend source entre le Grand pic de la Lauzière (2 829 m) et les Aiguilles de la Balme (2 696 m), sous le glacier de Celliers dans le massif de la Lauzière.
- le Nant Pérou ou ruisseau des Plants (rg) 3,2 km, sur la seule commune de  La Léchère[notes 6] et qui source en dessous des lacs de Roche Noire 2 427 m, sous le sommet Roche Noir (2 581 m).
- le ruisseau des Guillots (rd) 2,5 km, sur les deux communes de  La Léchère et Les Avanchers-Valmorel[notes 5] et qui prend source au lieu-dit Gelaz, c'est-à-dire à une extrémité des téléskis de l'Arenouillaz, téléski du Gelaz, et du télésiège de Biolène.
- le ruisseau Bridan (rg) 4,7 km, sur la seule commune de  La Léchère[notes 7] qui conflue à moins de 200 mètres à l'est et en dessous de Celliers.
- le ruisseau de la Roche (rg) 1,4 km, sur la seule commune de  La Léchère[notes 8] et qui prend source dans la forêt domaniale des Celliers.
- le ruisseau de Colomban (rd) 4,4 km, sur les trois commune de  La Léchère, Bonneval  et Les Avanchers-Valmorel[notes 9] qui conflue au hameau de Crozat et qui prend source dans un petit cirque avec un lac à 2 254 m entouré des Pointe de Colomban (2 455 m), Pointe de l'Arbenne (2 446 m) et Pointe de Bronsin (2 499 m) et avec deux affluents :
  - le ruisseau de la Grande Combe (rg) 1,4 km, sur les deux communes de  La Léchère et Bonneval[notes 9].
  - le ruisseau du Grand Plan (rg) 1,2 km, sur les deux communes de  La Léchère et Bonneval.
- le ruisseau du Villard (rg) 4,9 km, sur la seule commune de  La Léchère[notes 10] qui prend source à la pointe des Marmottes Noires (2 339 m) et conflue au-dessus de Villard Soffray et de Bonneval dans la forêt du Cudray avec un affluent :
  - le ruisseau du Haut Gentil (rg) 1,7 km, sur la seule commune de  La Léchère[notes 10] qui prend source aux lacs du Loup 1 928 m sous la Pointe de Combe Bronsin 2 499 m.
- le Tartet (rg) 3,2 km, sur les deux communes de  La Léchère et Bonneval qui passe entre Villard Soffray et Bonneval qui prend source entre les deux Pointe des Arangles (2 344 m) et Pointe de Glais Rouge (2 163 m).

Géoportail rajoute :
- ruisseau du Nant (rg) 0,5 km, sur la seule commune de  La Léchère au nord de Celliers dessus et qui prend source dans la forêt domaniale de Celliers.

Donc son rang de Strahler est de trois.

## Hydrologie

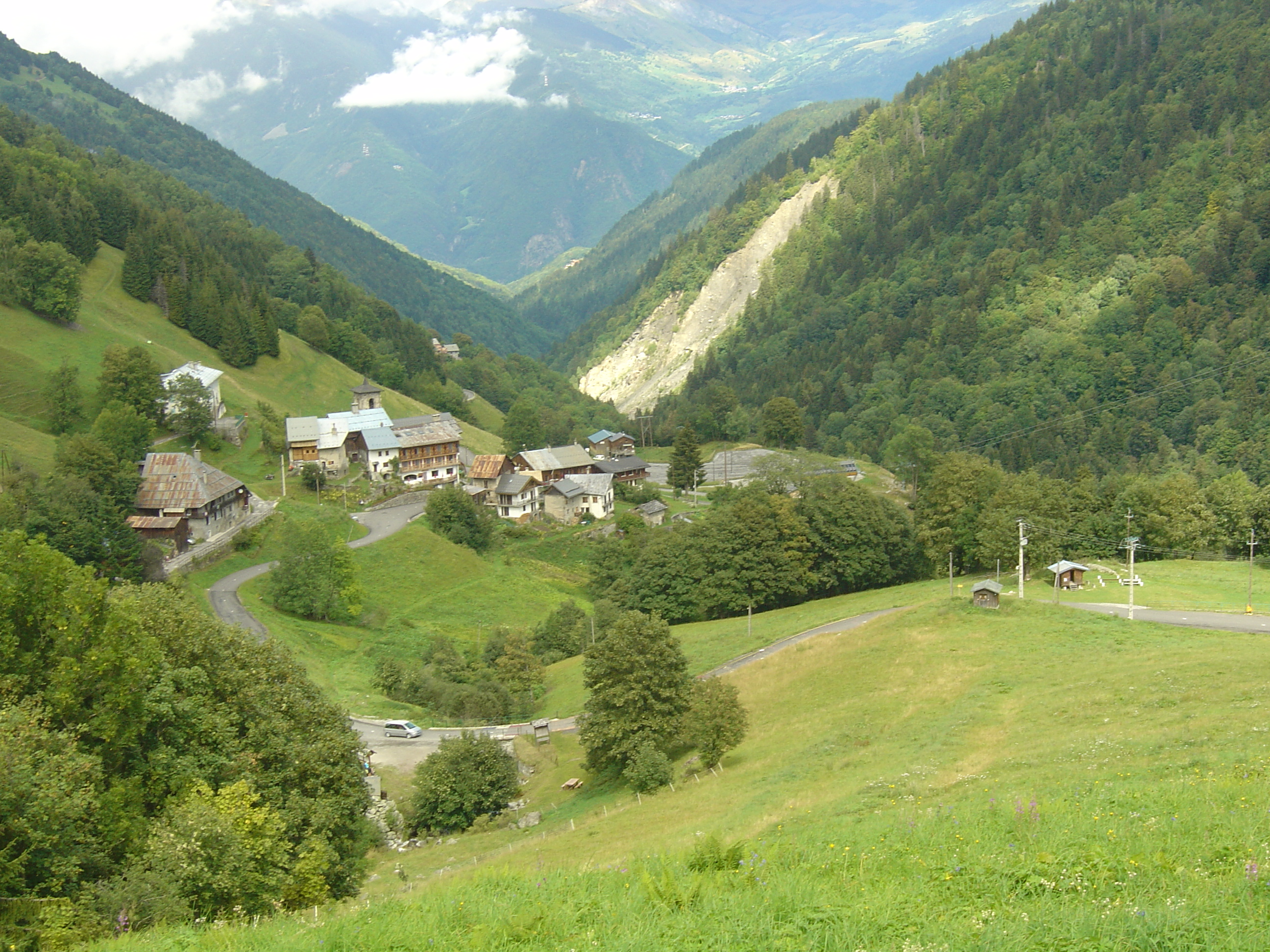
vallée de l'Eau Rousse au village de Celliers sur La Léchère.

## Aménagements
Un petit barrage et une micro centrale existe entre les lieux-dits les Granges et le Cudray à moins d'un kilomètre de Bonneval.
EDF a installé des prises d'eau sur le Bridan, sur le Nant Pérou ainsi que sur le torrent l'Eau Rousse pour alimenter le réservoir haut du lac de barrage de La Coche, qui alimente la Centrale de La Coche. Les prises d'eau sont de 0,60 m3/s à 1 460 m d'altitude sur le Nant Bridan, 0,50 m3/s à 1 430 m d'altitude sur le Nant Pérou, 2,40 m3/s à 1 405 m d'altitude sur le torrent d'Eau Rousse.

## Écologie et tourisme
Près de la confluence, une descente en canyoning est aménagée.